# José Manuel Casado
José Manuel Casado Bizcocho (Siviglia, 9 agosto 1986) è un ex calciatore spagnolo, di ruolo difensore.

## Carriera
Ha giocato nella Liga con tutte le squadre in cui ha militato.